# Gong Lijiao
Gong Lijiao (n. 24 ianuarie 1989, Luquan District⁠(d), Hebei, Republica Populară Chineză) este o atletă ce a reprezentat Republica Populară Chineză, medaliată olimpică. A participat la cinci ediții ale Jocurilor Olimpice (2008, 2012, 2016, 2020, 2024) în care a câștigat o medalie de aur, o medalie de argint și o medalie de bronz în proba de aruncarea greutății. În anii 2017 și 2019 a devenit campioană mondială.

## Palmares
| An   | Competiție                  | Locație                    | Loc | Note    |
| ---- | --------------------------- | -------------------------- | --- | ------- |
| 2007 | Campionatul Mondial         | Osaka, Japonia             | 6   | 18,66 m |
| 2008 | Campionatul Asiei în sală   | Doha, Qatar                | 1   | 18,12 m |
| 2008 | Jocurile Olimpice           | Beijing, China             | 3   | 19,20 m |
| 2009 | Campionatul Mondial         | Berlin, Germania           | 3   | 19,89 m |
| 2009 | Campionatul Asiei           | Guangzhou, China           | 1   | 19,04 m |
| 2010 | Campionatul Mondial în sală | Doha, Qatar                | 6   | 18,64 m |
| 2010 | Cupa Continentală           | Split, Croația             | 2   | 20,13 m |
| 2010 | Jocurile Asiatice           | Guangzhou, China           | 2   | 19,67 m |
| 2011 | Campionatul Mondial         | Daegu, Coreea de Sud       | 3   | 19,97 m |
| 2012 | Jocurile Olimpice           | Londra, Marea Britanie     | 2   | 20,22 m |
| 2013 | Campionatul Mondial         | Moscova, Rusia             | 3   | 19,95 m |
| 2014 | Campionatul Mondial în sală | Sopot, Polonia             | 3   | 19,24 m |
| 2014 | Cupa Continentală           | Marrakech, Maroc           | 1   | 19,23 m |
| 2014 | Jocurile Asiatice           | Incheon, Coreea de Sud     | 1   | 19,06 m |
| 2015 | Campionatul Mondial         | Beijing, China             | 2   | 20,30 m |
| 2016 | Jocurile Olimpice           | Rio de Janeiro, Brazilia   | 4   | 19,39 m |
| 2017 | Campionatul Mondial         | Londra, Marea Britanie     | 1   | 19,94 m |
| 2018 | Campionatul Mondial în sală | Birmingham, Marea Britanie | 3   | 19,08 m |
| 2018 | Jocurile Asiatice           | Jakarta, Indonezia         | 1   | 19,66 m |
| 2018 | Cupa Continentală           | Ostrava, Cehia             | 1   | 19,63 m |
| 2019 | Campionatul Asiei           | Doha, Qatar                | 1   | 19,18 m |
| 2019 | Campionatul Mondial         | Doha, Qatar                | 1   | 19,55 m |
| 2021 | Jocurile Olimpice           | Tokio, Japonia             | 1   | 20,58 m |
| 2022 | Campionatul Mondial         | Eugene, Statele Unite      | 2   | 20,39 m |
| 2023 | Campionatul Mondial         | Budapesta, Ungaria         | 3   | 19,69 m |
| 2023 | Jocurile Asiatice           | Hangzhou, China            | 1   | 19,58 m |
| 2024 | Jocurile Olimpice           | Paris, Franța              | 5   | 19,27 m |